# Birštonas
Birštonas est une ville sur le Niémen et le chef-lieu de la municipalité de Birštonas, dans l'apskritis de Kaunas, en Lituanie.

## Jumelages
La ville de Birštonas est jumelée avec :
- Keila (Estonie)
- Sigulda (Lettonie)
- Żnin (Pologne)
- Powiat d'Ełk (Pologne)
- Municipalité de Neringa (Lituanie)
- Bykle (Norvège)
- La Croix-en-Touraine (France)
- Sysmä (Finlande)
- Leck (Allemagne)
- Tchiatoura (Géorgie)